# Aland (Altmark)
Aland település Németországban, azon belül Szász-Anhalt tartományban. Lakosainak száma 1340 fő (2023. december 31.).

## Népesség
A település népességének változása:
| Lakosok száma | 1492 | 1366 | 1379 | 1324 | 1344 | 1340 |
|               | 2012 | 2017 | 2019 | 2021 | 2022 | 2023 |